# Saaleplatte
Saaleplatte war eine Gemeinde im Osten des Landkreises Weimarer Land. Erfüllende Gemeinde für die Gemeinde Saaleplatte war die Stadt Bad Sulza, seit 31. Dezember 2013 bis zu ihrer Auflösung am 30. Dezember 2019.

## Gemeindegliederung

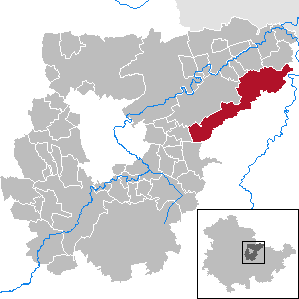
Lage der ehemaligen Gemeinde im Landkreis Weimarer Land

Die Gemeinde gliederte sich in die neun Ortsteile:
- Eckolstädt,
- Großromstedt,
- Hermstedt,
- Kleinromstedt,
- Kösnitz,
- Münchengosserstädt,
- Pfuhlsborn,
- Stobra und
- Wormstedt.

Der Zusammenschluss erfolgte am 15. März 1996.

## Geografie

### Geografische Lage
Die Gemeinde Saaleplatte lag im Osten des Weimarer Landes auf der Ilm-Saale-Platte, einer Hochfläche zwischen den Flüssen Saale und Ilm auf einer Höhe von 301 m ü. NHN. Sie zählte zuletzt 2870 Einwohner (Stand: 31. Dezember 2018) auf einer Fläche von 42,83 km². Durch das Gemeindegebiet führten die Landstraßen 1060 von Apolda nach Jena, die L 1059 von Apolda nach Camburg und die L 2160 von Utenbach nach Dornburg. Weitere Kreisstraßen haben die Ortsteile untereinander verbunden. Die nächsten Bundesstraßen sind die B 7 im Südwesten, die die B 87 im Westen und die B 88 im Osten. Die nächste Autobahn ist die A 4 südlich von Jena. Die Bahnstrecke Halle–Bebra verläuft nördlich, die Bahnstrecke Großheringen–Saalfeld östlich und die Bahnstrecke Weimar–Gera südlich des Gebiets.

### Landschaft
Die Landschaft ist geprägt von den weiten, fruchtbaren Ackerflächen der Hochfläche. In den Niederungen befinden sich Wiesen, an wenigen steilen oder feuchten Stellen liegen kleine Wäldchen. Im Osten, an den Hängen zum Saaletal hin, wird das Gelände steiler. Dort befinden sich Wiesen- und Streuobstflächen oder größere Waldgebiete. Die höchsten Erhebungen sind die Höhen nordwestlich von Eckolstädt mit knapp 300 m ü. NN sowie die Holzecke südlich von Kleinromstedt mit 352 m.

### Geologie
Das Gemeindegebiet gehörte fast ausschließlich dem oberen Muschelkalk an. Zu großen Teilen wird er östlich von fruchtbarem Löss überlagert. Vereinzelt finden sich Gneis oder andere nordische Gesteine als Relikte der Elsterkaltzeit. Im Westen liegen auch größere Flächen des unteren Keupers, dabei hauptsächlich des Kohlenkeupers. In den Niederungen entstanden durch die Bäche Aufschwemmungen.

### Gewässer
Durch das Gemeindegebiet, nach Osten zur Saale oder nach Westen zur Ilm, flossen mehrere kleine Bäche. Der größte ist der Utenbach, welcher östlich von Wormstedt entspringt und weiter nach Westen durch Wormstedt und Utenbach und dann nach Norden der Ilm zu fließt. Entlang seines Laufs zwischen Wormstedt nach Utenbach liegen die sogenannten Utenbacher Fischteiche. Weitere kleine Bäche sind beispielsweise der Angergraben bei Kleinromstedt, der Hermnitzgraben bei Utenbach und der Hahngraben bei Kösnitz.

## Geschichte
→ Die Geschichte der einzelnen Ortsteile wird in den jeweiligen Ortsartikeln behandelt.
Die Gemeinde Saaleplatte entstand am 15. März 1996 durch den Zusammenschluss der neun Dörfer, welche davor in der Verwaltungsgemeinschaft Ilm-Saale-Platte zusammengeschlossene Gemeinden gewesen waren. Wormstedt war der Gemeindesitz.
Am 31. Dezember 2019 ließ sich die Gemeinde in die Stadt Bad Sulza eingemeinden.

### Vor- und Frühgeschichte
Alle Gemeindeteile erlangten erst nach 1918 dieselbe Verwaltungszugehörigkeit, blicken jedoch auf eine gemeinsame Vor- und Frühgeschichte zurück. Aufgrund ihrer günstigen Boden- und Wasserverhältnisse war die Saale-Ilm-Platte seit der Jungsteinzeit nahezu kontinuierlich besiedelt. Innerhalb der Gemeinde und bei ihren Nachbarorten sind folgende Kulturen und Siedlungsperioden nachweisbar: Linearbandkeramik (5500–4900 v. Chr.), Stichbandkeramik (4900–4500 v. Chr.), Rössener Kultur (4500–4300 v. Chr.), Kugelamphorenkultur (3100–2700 v. Chr.), Schnurkeramik (2800–2200 v. Chr.), Glockenbecherkultur (2600–2200 v. Chr.), Aunjetitzer Kultur (2300–1500 v. Chr.), Hügelgräberkultur (1600–1300 v. Chr.), Urnenfelderkultur (1300–800 v. Chr.), Hallstatt D (650–475 v. Chr.), Latène (480–0 v. Chr.), Römische Kaiserzeit (0–400 n. Chr.), Völkerwanderungszeit (400–600 n. Chr.).
Im frühen Mittelalter, zur Zeit der fränkisch-deutschen Ostkolonisation, bildeten sich die heutigen Siedlungsstrukturen aus. Entlang der Alten Leipziger Straße, eines wichtigen Fernverkehrswegs zwischen Thüringer Becken und Leipziger Tiefland, wurden stückweise neue Bauerndörfer gegründet. Einer vermutlich älteren, von Westen kommenden fränkischen Besiedlung (Ortsnamen auf –stedt oder –städt) folgte wohl im 9. und 10. Jahrhundert eine von Osten ausgehende slawische Besiedlung (slawische Ortsnamen: Stobra, Kösnitz und zahlreiche Wüstungen). Die Siedlungsweise des Rundlingsdorfs, welches vor allem für deutsch-slawische Durchdringungszonen typisch ist, hat sich mancherorts noch erhalten.
Die Region war Reichslehen, vereinzelt erwarben jedoch die Reichsklöster Fulda und Hersfeld sowie das Erzbistum Mainz Besitzungen. Im späten Mittelalter (14. Jahrhundert) gelangten fast alle Ortsteile unter die wettinische Landesherrschaft und wurden Bestandteil der Ämter Dornburg, Camburg oder Kapellendorf.

### Entwicklung der Einwohnerzahl
| Jahr | Einwohner |
| ---- | --------- |
| 1996 | 2952      |
| 1997 | 3135      |
| 1998 | 3159      |
| 1999 | 3166      |
| 2000 | 3200      |
| 2001 | 3164      |

| Jahr | Einwohner |
| ---- | --------- |
| 2002 | 3219      |
| 2003 | 3192      |
| 2004 | 3113      |
| 2005 | 3081      |
| 2006 | 3147      |
| 2007 | 3080      |

| Jahr | Einwohner |
| ---- | --------- |
| 2008 | 3018      |
| 2009 | 2944      |
| 2010 | 2889      |
| 2011 | 2816      |
| 2012 | 2768      |
| 2013 | 2736      |

| Jahr | Einwohner |
| ---- | --------- |
| 2014 | 2714      |
| 2015 | 2752      |
| 2016 | 2855      |
| 2017 | 2862      |
| 2018 | 2870      |

## Politik

### Ehemaliger Bürgermeister
Letzter Bürgermeister der Gemeinde war Jörg Hammer.

## Kultur und Sehenswürdigkeiten
- Stobra als denkmalgeschütztes Rundlingsdorf
- Pfarrhaus mit Förster-Gedenkstätte in Münchengosserstädt
- Heimatmuseum in Eckolstädt
- Heimatstube in Hermstedt
- Die Dorfkirche Eckolstädt

## Persönlichkeiten
- Friedrich Christoph Förster, Dichter, wurde am  24. September 1791 im Pfarrhaus zu Münchengosserstädt als Sohn des Ortspfarrers geboren
- Ernst Förster, deutscher Maler und kunsthistorischer Schriftsteller, Bruder von Friedrich Förster, wurde am 8. April 1800 in Münchengosserstädt geboren
- Alfred Ruppe, Vater des Hugo Ruppe, Gründer des Automobilunternehmens A. Ruppe und Sohn, wurde 1829 in Kösnitz geboren